# Rhabdamia
Genre
Rhabdamia est un genre de poisson de la famille des Apogonidae.

## Liste des espèces
Selon FishBase :
- Rhabdamia clupeiformis Weber, 1909
- Rhabdamia cypselura Weber, 1909
- Rhabdamia cypselurus Weber, 1909
- Rhabdamia eremia Allen, 1987
- Rhabdamia gracilis (Bleeker, 1856)
- Rhabdamia mentalis (Evermann & Seale, 1907)
- Rhabdamia nigrimentum (Smith, 1961)
- Rhabdamia nuda (Regan, 1905)
- Rhabdamia sp. ou (Ostorhinchus neotes)
- Rhabdamia spilota Allen & Kuiter, 1994